# Szczerców (Łódź)
Pour les articles homonymes, voir Szczerców.
Szczerców (prononciation [ˈʂt͡ʂɛrt͡suf]) est un village de la gmina de Szczerców, du powiat de Bełchatów, dans la voïvodie de Łódź, situé dans le centre de la Pologne.
Il est le siège administratif (chef-lieu) de la gmina appelée gmina de Szczerców.
Szczerców se situe à environ 18 kilomètres à l'ouest de Bełchatów (siège du powiat) et 56 kilomètres au sud-ouest de Łódź (capitale de la voïvodie).
En 2013, sur le champ d’exploitation Szczerców de la mine du lignite de Bełchatów on trouva un fragment (un ostéoderme) d’un crocodile fossile (miocène). Il s’agit donc de l’endroit le plus septentrional où aient vécu des crocodiles à l’échelle du Néogène du monde entier.
Sa population s'élevait à 2 932 habitants en 2009.

## Administration
De 1975 à 1998, le village était attaché administrativement à l'ancienne voïvodie de Piotrków.

Depuis 1999, il fait partie de la nouvelle voïvodie de Łódź.